# 에런 다카하시
에런 다카하시(Aaron Takahashi)는 미국의 배우이다.

## 영화
- The Grounds (2018)
- 스타팅 프롬 스크래치 ( 2013년 ) - 짐 역
- 웰컴 투 더 정글 ( 2013년 ) - 트로이 역
- 마이 베스트 프렌드 빅풋 에피소드 1 & 2 ( 2010년 )
- 예스 맨 ( 2008년 )
- 베터 럭 투마로우 ( 2002년 )